# Украинский щит

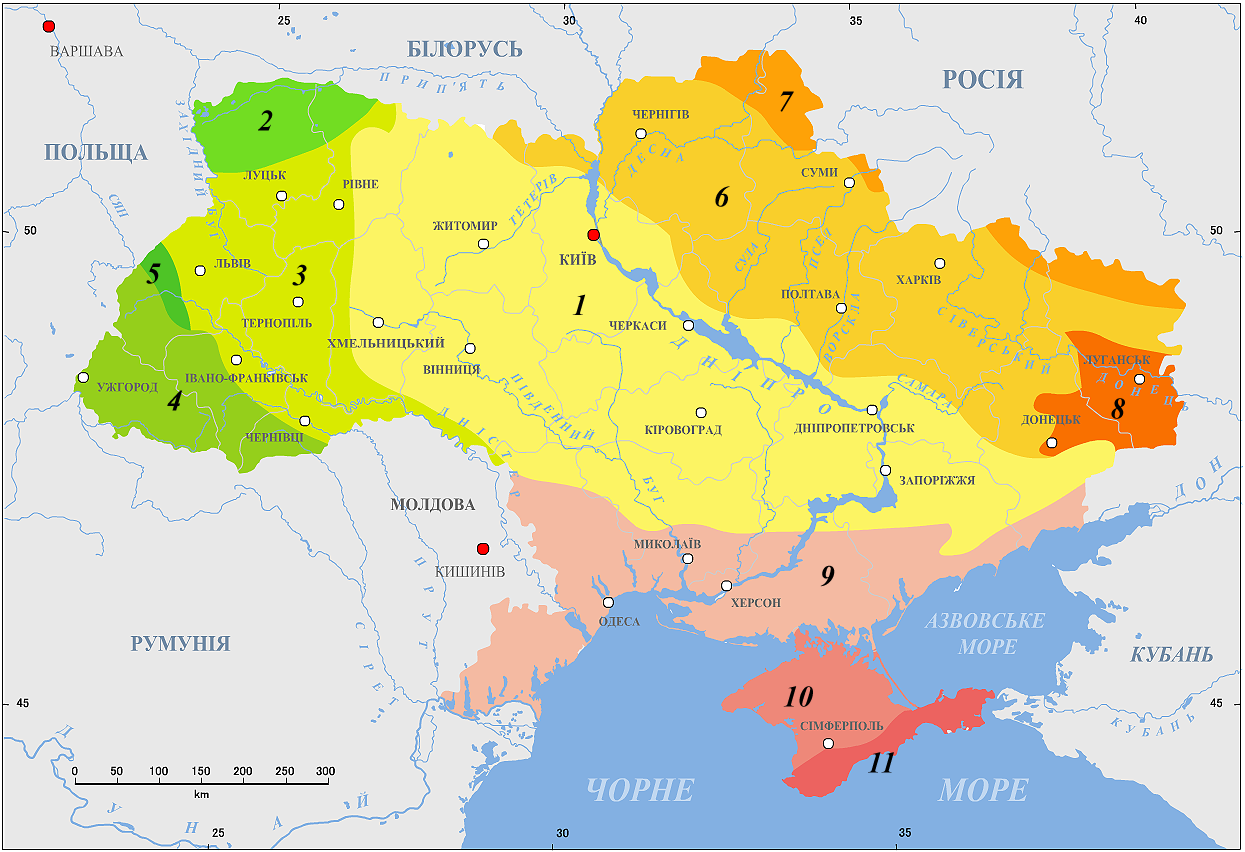
1. Украинский щит
2. Ковельский выступ
3. Волынско-Подольская плита
4. Карпатская складчатая область
5. Западно-Европейская платформа
6. Днепровско-Донецкая впадина
7. Воронежский массив
8. Донецкая складчатая область
9. Причерноморская впадина
10. Скифская плита
11. Крымская складчатая область

Украи́нский щит (укр. Український щит; иногда — Азово-Подольский щит, укр. Азово-Подільський щит; бел. Украінскі Шчыт; Азова-Падольскі шчыт. Украинский кристаллический массив, укр. Український кристалічний масив; бел Украінскі крышталічны масіў) — возвышенная юго-западная часть фундамента Восточно-Европейской платформы. Протяжённость с северо-запада от реки Горынь на юго-восток до побережья Азовского моря составляет приблизительно 1000 км. Максимальная ширина 250 км. Площадь в контурах выходов докембрийских образований составляет 136 500 км², при общей площади с учётом склонов 256 600 км².
Кристаллические породы в пределах Украинского щита выступают выше базиса эрозии, временами как живописные скалы и пороги (так называемый гранитный пейзаж). Для поверхности украинского кристаллического массива характерна незначительная волнистость, обусловленная тектоническими сдвигами и процессами денудации. Складчатый фундамент расчленён меридиональными глубинными разломами на ряд блоков, которые выделяются в рельефе: Волынско-Подольский, Белоцерковско-Одесский, Кировоградский, Приднепровский (так называемая Запорожская гряда) и Приазовский. Максимальная высота — 347 м (в верховьях Южного Буга).

## Состав
Украинский кристаллический массив почти весь состоит из метаморфических и магматических пород, основная масса которых глубоко переработана ультраметаморфическими процессами, включительно с гранитизацией и избирательным анатексисом, которые способствовали формированию местных коровых магм. Существуют районы, где эти процессы проявлялись сравнительно слабо и где можно выделить первичные литологические и вулканогенные формации. Украинский кристаллический массив был и остаётся объектом интенсивных исследований, существуют некоторые разногласия во взглядах на его тектонику, магматизм и метаморфизм. Однако в общем украинский кристаллический массив рассматривают как многоярусное складчатое сооружение, расчленённое глубинными и региональными разломами на большие блоки неодинаковой величины, перемещённые относительно друг друга по вертикали на разные глубины.

## Породы
Наиболее распространённые архейские породы (преимущественно гнейсы, амфиболиты, мигматиты, метабазиты, кристаллические сланцы), на которые приходится более 50 % территории украинского щита с выходами докембрийских формаций. Степень метаморфизации их выше, нежели других докембрийских пород украинского щита.
Осадочные и первичные магматические формации образовались в условиях архейской движимой зоны (геосинклинали). В верхней части архейского разреза лежат дайковые породы, которые рассматриваются как формирования эпиархейской платформы. Период архея (докембрий I + II) 2800— 3500 млн лет.
Нижнепротерозойские формации (докембрий III, период 1600—2000 млн лет) это типовые геосинклинальные формирования, слабее метаморфизованные, чем архейские. Встречаются ультраметаморфические формации (магматитовые гранитоиды), преобладают метабазиты и метаультрабазиты, эпидотовые и актинолитовые амфиболиты, зелёные сланцы, метаморфизованные конгломераты. Сюда относят криворожскую серию пород, распространённую в центральной части украинского кристаллического массива и собранную в складчатые структуры субмеридионального протяжения. Железорудные месторождения связаны с микрокварцитами, джаспелитами и железисто-силикатными сланцами.
С середины протерозоя (докембрий IV, период 1150—1600 млн лет) начался этап стабилизации украинского щита. Отложились типовые платформенные осадочные породы, которые прошли слабый уровень метаморфизации, превратившись в кварциты и сланцы. Возникли массы обнажённых пород (коростенский и корсунь-новомиргородский плутоны гранитоидов-рапаков, приазовский комплекс полевых пород и др.). В пределах северо-западной части украинского щита породы верхнего протерозоя (докембрий IV) образуют овручскую серию, возникшую в континентальных условиях (терригенно-эффузивная формация). К этому же циклу отнесены и дайковые породы с изотопным возрастом менее 1500 млн лет, распространённые в юго-западной и северо-восточной частях украинского кристаллического массива. Большинство их диабазы, частично порфириты. Они фиксируют наиболее поздние проявления магматизма в докембрии украинского щита.
Кристаллические породы выходят на поверхность лишь по речным долинам. На остальном пространстве они покрыты незначительным слоем (от 0 до 50 м) рыхлых осадочных пород — палеогеновых, неогеновых и четвертичных. С породами этого покрова на склонах украинского кристаллического массива связаны Днепровский буроугольный бассейн и Никопольское месторождение марганцевых руд, а также месторождения каменных стройматериалов и керамического сырья.